# خرچنگ‌های مودار
خرچنگ‌های مودار (نام علمی: Pilumnoidea) نام یک بالاخانواده از subsection دیگرروزنان است.